# Svenska idrottsgalan 2013
Svenska idrottsgalan 2013 hölls den 14 januari 2013 i Globen.

## Priser
| Pris                        | Nominerade | Pristagare                                 |                                            |
| --------------------------- | --- | ------------------------------------------ | ------------------------------------------ |
| Årets kvinnliga idrottare   | Anna-Carin Ahlquist, bordtennis Sara Algotsson Ostholt, Ridsport fälttävlan Lisa Nordén, triathlon Lotta Schelin, fotboll                           | Lisa Nordén, triathlon                     |                                            |
| Årets manlige idrottare     | Rolf-Göran Bengtsson, ridsport Håkan Dahlby, skytte Zlatan Ibrahimović, fotboll André Myhrer, alpint                                                | Zlatan Ibrahimović, fotboll                |                                            |
| Årets lag                   | Sveriges herrlandslag i handboll Sveriges juniorlandslag i ishockey U20 Fredrik Lööf & Max Salminen Stefan Olsson & Peter Vikström, rullstolstennis | Fredrik Lööf & Max Salminen, segling       |                                            |
| Årets ledare                | Staffan Olsson & Ola Lindgren, handboll Benni Ljungbäck, brottning Pia Sundhage, fotboll Roger Rönnberg, ishockey                                   | Pia Sundhage, fotboll                      |                                            |
| Årets nykomling             | Jonas Blixt, golf Alexandra Engen, cykel Sofi Flink, friidrott Gabriel Landeskog , ishockey                                                         | Gabriel Landeskog, ishockey                |                                            |
| Årets prestation            | Jimmy Lidberg Sveriges herrlandslag i fotboll Fredrik Lööf & Max Salminen Lisa Nordén                                                               | Lisa Nordén, Triathlon                     |                                            |
| Jerringpriset               | Pristagare: Lisa Nordén, Triathlon | Pristagare: Lisa Nordén, Triathlon         | Pristagare: Lisa Nordén, Triathlon         |
| Bragdguldet                 | Pristagare: Lisa Nordén, Triathlon | Pristagare: Lisa Nordén, Triathlon         | Pristagare: Lisa Nordén, Triathlon         |
| TV-sportens Sportspegelpris | Pristagare: Jeffrey Ige, kulstötning | Pristagare: Jeffrey Ige, kulstötning       | Pristagare: Jeffrey Ige, kulstötning       |
| Idrottsakademins hederspris | Toini Gustafsson Rönnlund, längdskidåkning | Toini Gustafsson Rönnlund, längdskidåkning | Toini Gustafsson Rönnlund, längdskidåkning |

## Medverkande
- Anders Jansson
- Caroline Winberg

## Fotnoter
1. ↑  Årets nykomling tilldelades även lilla bragdguldet, ett stipendium på 75 000 kr